# Louis-Philippe, Prinț Moștenitor al Belgiei

Louis-Philippe, Prinț Moștenitor al Belgiei (24 iulie 1833 – 16 mai 1834), a fost primul copil și moștenitorul aparent al regelui Leopold I al belgienilor și al celei de-a doua soții, Prințesa Louise d'Orléans.

## Biografie
Louis-Philippe a devenit prinț moștenitor la naștere. Copilul a fost botezat la Catedrala Saints-Michel-et-Gudule din Bruxelles de către arhiepiscopul de Malines-Bruxelles. În familie i s-a spus "Babochon".

### Deces
Louis-Philippe a murit la Laeken înainte să împlinească un vârsta de un an, din cauza unei inflamații a membranelor mucoase. El a fost îngropat alături de rămășițele părinților săi în cripta regală din Biserica a Maicii Domnului de la Laeken.
Spre deosebire de moștenitorii tronului Belgiei, Louis-Philippe nu a fost Duce de Brabant; acest titlu a fost creat pentru moștenitorul aparent abia în 1840. Titlul de prinț moștenitor a trecut fratelui său mai mic, Leopold, care mai târziu a succedat tatălui lor sub numele de Leopold al II-lea.